# مهندسی سازمانی
یک دلیل عمده بر ضرورت وجود مهندسان سازمان این است که مدیران و کارکنان داخل شرکت محبوس در الگوهای فکری و فرهنگ سازمان خود هستند. فرایندهای جدید، تیم‌های جریان ارزش جدید و تغییرات مدیریی مورد نیاز احتمالاً از خرد متعارف موجود در شرکت تفاوت بسیار دارد. ابداع چنین دگرگونی‌هایی مستلزم نگرش از بیرون یا نگرش یک مهندس سازمان حرفه‌ای است. تحقق این دگرگونی‌ها مستلزم داشتن تفکر جهشی است. جهش‌های واقعی از ذهن کسانی نشأت می‌گیرد که پرسش‌های متفاوتی مطرح می‌کنند. تفکر جهشی یک عادت ذهنی است که مهندسان سازمان حرفه‌ای این نوع تفکر را عادت ذهن خود کرده‌اند.

## هدف
هدف مهندسی سازمان، شناسایی و یکپارچه‌سازی ارزشمندترین و موفق‌ترین روش‌های تغییر یک سازمان و قراردادن آن‌ها در یک دیسیپلین حرفه ای، به صورت یک متدولوژی قابل تدریس که با نام متدولوژی مهندسی سازمان خوانده می‌شود، و نیز سنجش اثر بخشی آنهاست.
مهندسی سازمان مجموعه یکپارچه‌ای از دیسیپلین‌ها برای ساختن یا تغییر یک سازمان، فرایندها و سیستم‌های آن است، هدف این دیسیپلین پیشبرد سازمان به سوی سازمان کلاس جهانی است، از طریق مشارکت انسان و فناوری حداکثر کارایی ممکن می‌شود که به معنای یادگیری سازمانی در تمامی سطوح است. (مارتین، ۹۴)
شغل یک مهندس سازمان دو جنبه دارد، که یکی به آنچه که سازمان بایستی باشد (چشم‌انداز استراتژیک، طراحی معماری و طراحی سازمان آینده) می‌پردازد و جنبه دیگر به برنامه عملی رسیدن به آن (انتخاب و اجرای روش‌های مناسب تغییر، برنامه‌ریزی، سیر حرکت آتی، و مدیریت پروژه‌های تغییر) می‌پردازد.
هیچ دستور از پیش آماده‌ای برای تغییر سازمانی وجود ندارد. مهندسین سازمان، بیشتر از آنکه به روش‌های سخت (Hard) مهندسی وابسته باشند، هنرمند هستند و بر مهارت‌های رهبری تکیه دارند. اغلب در سازمان‌ها، معماری سازمانی کامل نیست و جریان‌های ارزش و فرایندهای سراسری(end-to-end) کند و هزینه بر هستند، مدل‌های ذهنی بایستی در هم شکسته شود و پارادایم‌های جدیدی برای تسهیل تغییر، ایجاد شود.
گاهی برای تغییر، بهبود مستمر روش مناسبی است، در حالی که در برخی موارد تغییرات ناگهانی و مقطعی مانند مهندسی مجدد فرایندهای کسب و کار روش مناسبی است، گر چه در هر دو مورد مدیریت فرایندی ضروی است. در سازمان‌ها اغلب بر مبنای تکنیک‌های مدیریت علمی (که بخش رایج آن را در تکنیک‌های مدیریت تولید و مهندسی صنایع که اغلب در تولید انبوه توسعه یافته‌اند، نیز می‌توان مشاهده نمود) کار به اجزای آن شکسته می‌شود و به بخش‌های مختلف کاری (دپارتمان‌ها) متحول می‌شود در حالی که با نگرش فرایندی، و بررسی فرایندهای سراسری می‌توان به نتایج بهتری دست یافت. در نگرش تولید ناب که عمدتاً در ژاپن توسعه یافته‌است، این مشکل به ویژه در سطح عملیاتی تا حدود زیادی برطرف می‌شود.
برخی بزرگان مدیریت به دلیل ارائه‌های متدولوژی‌های تغییر، معروفیت کسب کرده‌اند. متخصصین TQM عقیده دارند که سازمان می‌تواند از طریق تکنیک‌های مدیریت کیفیت جامع به مطلوب خود دست یابد. برخی از متخصصین طراحی مجدد رویه‌ها (Procedure Redesign) عقیده دارند که مشکلات را بایستی از طریق مدل‌سازی سازمان (با تکنیک‌هایی مانند IDEF و سایر تکنیک‌های مدلسازی جریان کاری (work – flow modeling) حل کرد. متخصصین مهندسی مجدد فرایند(BPR) به ایجاد یک سازمان مبتنی بر فرایند به کمک متدولوژی‌های مختلف BPR و از طریق استفاده از ابزارهای IT در BPR امید دارند. به نظر آنان مدل‌سازی فرایندهای سازمان، شناسایی مشکلات فرایندی از طریق نقشه‌برداری فرایند، تحلیل فرایندها و اندازه‌گیری عملکرد فرایند مدار (برقراری سنجه‌های فرایندی در سازمان) و برقراری مدیریت فرایندی می‌تواند سازمان‌ها را به سمت سطح بالاتری از بلوغ فرایندی ارتقا دهد. (گر چه بحث در مورد متدولوژی‌های مختلف استقرار و اجرای پروژه‌های BPR و نیز فاکتورهای اصلی موفقیت و شکست پروژه‌های BPR در سازمان‌ها، همچنان در این حوزه باز است) یک مهندس سازمان بالغ- بایستی روش‌های مختلف مزایا و معایب آن را بشناسد و قادر باشد که ترکیبی از این روش‌های را با توجه به شرایط خاص به کارگیرد.

## مهارت‌های فردی
توانایی‌ها و قابلیت‌های مورد نیاز یک مهندس سازمان به شرح زیر می‌باشد:
- متشخص بودن و داشتن یک شخصیت محترم و مورد اعتماد مدیریت عالی سازمان
- داشتن مهارت‌های تبلیغاتی
- مهارت آموزش، هدایت، رهبری و ارتباطات
- قدرت تفکر ریزبینی و دقت

## مهارت‌های استراتژیکی
- آشنایی با اصول استراتژی و جهت‌گیری‌های سازمان
- توانایی همکاری در تعیین چشم‌اندازهای استراتژیک مدیریت ارشد سازمان و کشف سناریوها و موانع
- شناخت توانمندی‌ها و شایستگی‌ها کلیدی و جریان‌های ارزش (Value Streams)
- آشنایی با چارچوب‌های جدید معماری سازمان

## اطلاعات در مورد روش‌های تغییر
- آشنایی با کلیه روش‌های تغییر فرایندهای کاری
- آشنایی با روش‌های TQM، کایزن و تکنیک‌های بهبود مستمر
- شناخت جریان‌های ارزش بین وظیفه ای(Cross- Functional)، تیم‌های عملیاتی و روش‌های تغییر و دگرگونی‌های کلان
- آگاهی از رفتار سازمانی، فرایندهای رفتاری سیستماتیک، رفتارهای غیرقابل پیش بینی و نحوه برخورد با آن
- توانایی مدل کردن و طراحی مجدد جریان کار
- توانایی خلق جریان‌های ارزش و مشارکت در کارگاه‌های طراحی مجدد فرایندها
- شناخت تکنیک‌های مورد استفاده در تولید ناب
- شناخت روابط جدید با تأمین کنندگان، نمایندگیها و خرده فروشان و مشتریان و …

## شناخت داشتن از فناوری
- شناخت فناوری‌های جدید و قابلیتهای آن برای فرایندهای جمعی تغییر
- شناخت روش‌های جدید فناوری اطلاعات برای پیاده‌سازی سریع سیستم‌ها برای فرایندهای کسب و کار
- مهارت مدل کردن بین وظیفه‌ای سازمان
- شناخت زیرساخت‌های دانش و ایجاد سازمان یادگیرنده

## مهارت‌های فرهنگی
- شناخت ارزش‌های جمعی تغییر یافته و چگونگی اجرا و پیاده‌سازی آن
- آگاهی از شکل جدید سازمان‌ها، تیم‌ها، قدرتمند سازی، رهبری مشارکتی و سازمان‌های بدون مرز
- شناخت راه‌های تعمیم و گسترش عواطف و احساسات به‌عنوان منبع انرژی در هر سطحی از سازمان
- آگاهی از مفاهیم فرهنگی جمعی، و فنون استقرار فرهنگ جدید
- چگونگی ایجاد چشم‌اندازی از آینده سازمان در دورنمای اذهان کارکنان، انگیزه و اشتیاق
- استفاده از کارگاه‌های آموزشی ساده برای فرایندهای تغییر

مهندس سازمان باید با استفاده از فناوری‌های جدیدی که می‌توانند کسب و کار را متحول سازند و با الگوهای نوظهور از جریان ارزش‌های جدید آشنایی کامل داشته باشد. همچنین با ابزارهای مدلسازی، شبیه‌سازی و کارآمدسازی فرایندهای کسب و کار و وصل مدل‌ها به پیاده‌سازی سریع سیستم کار کرده باشد. او باید فنونی را که قابلیت تیم‌های توانمند شده را ارتقاء می‌دهد، همچون سیستم‌های پیشرفته و زیرساخت مورد نیاز برای پشتیبانی یک سازمان یادگیرنده آشنایی داشته باشد.
مهندسی سازمان دارنده یک پیکره دانش Body of Knowledge قابل توجه است که قابل آموزش است. یک مهندس سازمان حرفه‌ای نیازمند اطلاعات کافی در مورد فناوری اطلاعات، فنون پیاده‌سازی آن و اثرات بالقوه آن بر فرایندهای سازمان است. یک مهندس سازمان می‌بایست با تمامی شیوه‌های دگرگونی مطرح در مهندسی سازمان، و نه گروه‌هایمنفرد از روش‌های تغییر، مثل BPR یا مهندسی مجدد فرایندهای کسب و کار، آشنا باشد. یک بخش از این دانش ثابت است و متخصص، درک عمیق‌تر از آن را با تجربه کسب می‌کند، اما فناوری و تأثیر آن بر فرایندهای سازمان، هرگز از دگرگونی بازنمی‌ایستد.

## برای مطالعهٔ بیشتر
یکی از متدولوژی‌های ارائه شده برای مهندسی سازمان، مدل موشکی است که توسط جیمز مارتین ارائه شده‌است. این مدل به تفصیل در کتاب The Great Transition نیز مورد بحث قرار گرفته‌است.
در دانشگاه Wichita نیز در خصوص این دیسیپلین فعالیت‌هایی صورت گرفته‌است و به عنوان یکی از حوزه‌های تحقیقاتی مطرح در این دانشگاه مدلسازی‌های IDEF از متدولوژی‌های تحول مد نظر قرار گرفته‌است.
آقای Lawrence Whitman که پایان‌نامه دکتری خود را در سال ۱۹۹۹ در همین زمینه در دانشگاه تکزاس آرلینگتون به انجام رسانده‌است و اکنون استاد دانشگاه Lamar هستند و نیز آقای Damond Ryan Underdown که در سال ۱۹۹۷ پایان‌نامه خود را در دانشگاه تگزاس آرلینگتون ارائه کرده‌اند اکنون در این زمینه فعال هستند.
در ایران نیز در حال حاضر این حوزه به عنوان یک درس کارشناسی ارشد به عنوان مهندسی سازمان برای دانشجویان مدیریت فناوری اطلاعات (MITM)در سازمان مدیریت صنعتی ارائه می‌گردد. متن حاضر و مراجع مرتبط با آن که در ذیل ارائه می‌شود به عنوان یکی از تکالیف این درس و در راستای اضافه کردن مداخل فارسی به سایت ویکی‌پدیا تدوین شده‌است. متونی که از طریق فهرست زیر قابل مراجعه هستند، توسط دانشجویان دوره هشتم مدیریت فناوری اطلاعات سازمان مدیریت صنعتی تدوین شده‌اند.
درس آشنایی با اینترنت توسط اساتید مجرب و فرهمنددر این سازمان تدریس می‌شود؛ ولی امتحانات این درس بسیار سخت می‌باشد و سوالات بسیار نزدیک به هم می‌باشند؛ ولی استاد این درس خیلی خوب نمره می‌دهند